# Les il·lusions perdudes
Les il·lusions perdudes (títol original en francès: Illusions perdues) és una novel·la d'Honoré de Balzac que pertany a la seva sèrie titulada La Comédie humaine. Va ser publicada originàriament en tres parts entre 1836 i 1843, els títols van ser: Les deux poètes («Els dos poetes»), Un grand homme de province à Paris («Un gran home de províncies a París») i Ève et David («Eva i David»). Forma part del gran conjunt dels seus estudis de costums, i més concretament de les seves «Escenes de la vida provinciana» (Scènes de la vie de province).
Per a molts, incloent-hi Marcel Proust, aquest llibre és també el millor de Balzac. L'autor va escriure la primera part entre juliol i novembre de 1836, i va ser realitzat a marxes forçades davant d'una notificació formal a l'editor.

## Argument
L'acció té lloc sota la Restauració francesa. Narra l'esforç i la misèria d'un jove francès de províncies nomenat Lucien de Rubempré o Lucien Chardon, que viatja a París a la recerca de la glòria de la literatura i de la poesia. Les seves esperances aviat es veuen frustrades en descobrir l'usurer món editorial i les dificultats d'aconseguir una oportunitat. Això, junt amb el seu orgull i la seva debilitat pel luxe i els fasts, fan que fracassi en el seu innocent propòsit de viure de la seva literatura, i el porta a engreixar la llista de les 'Il·lusions perdudes' de tants joves poetes. Representa un ideal de bellesa, que converteix en el seu poder per tenir èxit al món. Aquesta bellesa té fortes connotacions femenines: «Lucien de Rubempré és sens dubte la imatge més precisa que Balzac ens ha deixat de la seva temptació femenina; i que va continuar plantejant en alguns dels seus personatges on jugarà amb la seva virilitat».

### Els dos poetes
Aquesta és la part més curta. Té lloc a Angulema. David Sechard, fill d'un impressor, manté una profunda amistat amb Lucien Chardon, un jove ben plantat i lletrat. El pare de David —tipus d'avar que pateix per haver d'abandonar la seva activitat al seu fill— li revèn al seu fill la seva impremta en condicions molt desfavorables. David, que té poca afecció pels negocis, està pròxim de la ruïna. Tanmateix, aconsegueix sobreviure gràcies a la devoció i amor de la seva esposa, Eva, que és la germana de Lucien. Secretament, cerca un procés per produir paper de baix cost a partir de fibres vegetals. Lucien estava enamorat d'una dona noble, madame de Bargeton, que veia en ell un poeta de talent, mentre ell veia en ella la seva Laura de Noves, i, e] imitació de Petrarca, va escriure una col·lecció de sonets en el seu honor. Ella enamorada d'ell l'introdueix a l'alta societat d'Angouleme. Aquest amor entre un jove radiant i una dona gran casada provoca xafarderies]. Per escapar, els amants s'instal·len a París, on Lucien espera publicar una novel·la que està escrivint.

### Un gran home de províncies a París
És la més llarga de les tres parts. Lucien, arribat a París, es descobreix miserablement allotjat i vestit en comparació amb els elegants parisencs. El seu amor per madame de Bargeton també sofreix la comparació amb les dones de l'aristocràcia. Pobres i poc familiaritzats amb els costums de la capital, es cobreix de burles, a l'Òpera, els seus primers passos en aquest món, i perd el suport de madame de Bargeton. Els seus intents de publicar els seus llibres acaben en fracàs. En aquests moments coneix a Daniel d'Arthez, un escriptor de geni que l'introdueix en el Cenacle, un cercle de joves de tendències polítiques i diverses ocupacions que comparteixen en una amistat perfecta una vida ascètica al servei de l'art o la ciència. Lucien va freqüentar el Cenacle per un temps. Però, massa impacient per obtenir èxit en la literatura, es rendeix a la temptació del periodisme, un univers corrupte en el que ràpidament coneix l'èxit a través d'articles que responen als gusts de l'època. Els signa com «Lucien de Rubempre», prenent el nom de la donzella de la seva mare. S'enamora d'una jove actriu que l'ho adora, Coralie, i porta una vida de luxe fins a endeutar-se. La seva ambició ho porta d'un diari liberal a un diari monàrquic. Aquesta total absència de principis és percebuda pels seus antics amics del Cenacle, que l'ho ataquen violentament i els seus nous col·legues no el donen suport. La seva ruïna es consuma quan Coralie cau malalta. Ell assisteix sense poder fer res per la seva agonia i finalment resol tornar a Angouleme a sol·licitar l'ajut de David, a qui prèviament havia demanat diversos prèstecs financers que li havia pagat cada vegada.

### Les patiments de l'inventor
Publicat per primera vegada sota el títol Ève et David, és la tercera part de la novel·la. David, després de molts experiments, va aconseguir desenvolupar un nou mètode de fer el paper sobre el qual havia treballat durant molt de temps; però els seus competidors, els germans Cointet, van aconseguir apoderar-se del procés amb la complicitat d'un dels seus empleats. Per frau, van aconseguir posar-ho en fallida amb efecte financer quan Lucien havia signat al compte de David imitant la seva signatura una vegada que necessitava diners a París. Incapaç de pagar aquest deute, la quantitat del qual es va multiplicar pels honoraris de l'advocat, David és posat a la presó. Lucien estava aclaparat de remordiment per la ruïna del seu amic, de la que era en gran part responsable. No veient cap futur davant seu, decideix suïcidar-se. Mentre buscava un lloc adequat per ofegar-se, un misteriós abat espanyol que va passar per allà, Carlos Herrera, el convenç per renunciar a aquest projecte oferint-li diners, vida de luxe i possibilitat de venjança, sempre que obeeixi cegament. Lucien accepta aquest pacte. Després va enviar a David la quantitat necessària per sortir de la presó i se'n va anar a París amb l'estrany sacerdot. David va arribar a un acord amb els germans Cointets, que van explotar la seva invenció. David i Eva, que han heretat una petita fortuna del vell Sechard, es retiren al camp, al petit poble de Marsac, a viure amb senzillesa, però sense penúria.

## Textos
Els títols de les diverses parts constitutives de Illusions perdues, que van sortir durant un període de sis anys, varien considerablement d'una edició a una altra, també a causa de la publicació preoriginal en forma seriada. L'eventual títol de la Part III, Els Souffrances de l'inventeur («Les patiments de l'inventor»), va ser superposada per Balzac en la seva còpia personal de l'edició Furne de La Comédie humaine.
- 1837: Illusions perdues, París: Werdet
- 1839: Un Grand homme de province à Paris, París: Souverain
- 1843: Ève et David, París: Furne
- 1843: Illusions perdues, París: Furne